# ケーキポップ
ケーキポップ(cake pop)は、ロリポップのスタイルをとったケーキの一種。作り方は、ケーキのくずをアイシングやチョコレートと混ぜ、ケーキボールと同じ方法で小さな球体もしくは立方体に形作った後、アイシング、チョコレートなどの飾り付けを施し、ロリポップの棒に取り付ける。残ったケーキやケーキのくずを使い切る方法である。
ケーキポップは、2009年から2011年の間に人気を増した。Bakerellaによる"Cake Pop"という本がニューヨークタイムズのベストセラーリストに掲載された。

## 準備
ケーキポップは、伝統的なケーキを焼く際に使われる多くの材料を用い、どんな味のケーキからも作ることができる。
オンラインで見つけることができる多くのレシピでは、ケーキのバッターを1から作る代わりにケーキミックスを使っている。便利であるが、必ずしも同じ結果が得られるとは限らない。1から作られたケーキのレシピは、店で購入したミックスよりも密度が高いことの多いケーキとなり、特に自家製のフロスティング（砂糖衣）と混合した後のパフォーマンスが向上する。密度の高いケーキは硬く、ボールの形にしたり棒に取り付けたりしやすい。店で購入したミックスは、それほど硬まらない軽いケーキとなり、棒に取り付けたあと滑り落ちがちである。
1度ケーキを焼いた後、もしくは既にあるケーキの残りを集めると、バラバラに砕けてしまう。これらのくずはフロスティングのボウルに混ぜられ、この結果得られる混合物はボール、立方体などの形に形成される。それぞれのボールが溶かしたチョコレートに浸したロリポップの棒に付けられ、冷蔵庫で冷やされる。混合物が固まったら、溶かしたチョコレートに浸して固い殻を作り、スプリンクルもしくは装飾用の砂糖で飾り付けられる。固める過程を早めるためにケーキボールを凍らせることができる。
ケーキポップを作るほとんどの時間は、ケーキを望ましい形に成形して飾り付けることに費やされる。球などの単純な形状は手で作ることができるが、複雑な形状には工具が必要である。シリコン成形パンやクッキーカッターは、ケーキポップの成形に使われる一般的な道具である。